# سیلی (مجموعه تلویزیونی)
سیلی (به انگلیسی: The Slap) نام اقتباس آمریکایی از مجموعه تلویزیونی استرالیایی با همین نام است که خودش از رمانی با همین نام برگرفته شده بود. هشت قسمت از این مجموعهٔ تلویزیونی کوتاه از شبکه ان‌بی‌سی پخش می‌شود. جان روبین بیتز قسمت آزمایشی را نوشت و لیزا کولودنکو هم آن را کارگردانی کرد.

## بازیگران
- پیتر سارسگارد در نقش Hector Apostolou,[۱] یک دستیار نایب رئیس ۳۹ ساله.
- تندی نیوتون در نقش آیشا,[۲] همسر هکتور.
- ملیسا جرج در نقش رُزی[۲]
- توماس سادوسکی در نقش گَری[۳]
- اوما تورمن در نقش آنوک،[۱] خواهر هکتور.
- زاکاری کوئینتو در نقش هَری,[۴] پسر عموی هکتور.
- برایان کاکس در نقش مانولیس[۴]
- اوون تنزر در نقش روکو[۱]
- مایکل نوری در نقش ثاناسیس [۵]

## بازخورد منتقدین
سیلی با نقد متوسط رو به مثبت منتقدین روبرو شد. این مجموعه هم‌اکنون درجه Fresh با میزان ۶۷% را در وبسایت راتن تومیتوس در اختیار دارد و در آن، نظر عمومی به این صورت است که "با اینکه شخصیتهای داستان کمی کلیشه‌ای هستند ولی عملکرد قابل توجه بازیگران مجموعه باعث درخشش موضوعات مجموعه به شکلی برانگیزاننده و بامفهوم شده است".

## قسمت‌ها
| قسمت | عنوان     | کارگردان      | نویسنده                                 | تاریخ اصلی پخش | بیننده در آمریکا (به میلیون) |
| ---- | --------- | ------------- | --------------------------------------- | -------------- | ---------------------------- |
| ۱    | «هکتور»   | لیزا کولودنکو | فیلمنامه تلویزیونی نوشته جان روبین بیتز | ۱۲ فوریه ۲۰۱۵  | ۵.۱۳                         |
| ۲    | «هَری»     | TBA           | TBA                                     | ۱۹ فوریه ۲۰۱۵  | ۳.۹۶                         |
| ۳    | «آنوک»    | TBA           | TBA                                     | ۲۶ فوریه ۲۰۱۵  | 3.67                         |
| ۴    | «مانولیس» | TBA           | TBA                                     | ۵ مارس ۲۰۱۵    | ن/م                          |
| ۵    | «کانی»    | TBA           | TBA                                     | ۱۲ مارس ۲۰۱۵   | ن/م                          |